# 加計朋吉
加計 朋吉（かけ ともきち、1918年〈大正7年〉12月25日 - 没年不明）は、日本の政治家（広島県山県郡加計町長）。

## 人物
広島県出身。1941年、早稲田大学商科卒業。明電舎に入社。1947年、加計町長に当選。広島町村会理事を務め、1963年、町長に再選。
芸備銀行加計支店長加計慎太郎は従兄。家族は妻、長女。宗教は神道。住所は広島県山県郡加計町。